# Evoluční tah
Evoluční tah je změna genomu, která probíhá v celé populaci podobně. Je vyvolán chemickými procesy na molekulární úrovni, které způsobují upřednostňování některých druhů mutací před jinými a tím i postupný posun genetické výbavy celé populace jedním směrem.
Genetický tah má řadu forem. Jsou to
- mutační tah
- reparační tah
- molekulární tah
- meiotický tah